# Leonardo Del Monte y Medrano
Leonardo Del Monte y Medrano (Santiago de los Caballeros (República Dominicana) - Guanabacoa, (Cuba), 28 d'agost, 1820) fou un magistrat dominicà.
El 1777 començà a exercir la seva professió, fou assessor de la plaça de Bayajá, alcalde ordinari de la seva ciutat nadiua i síndic procurador de la mateixa vila fins a la cessió de l'Illa a França pel Tractat de Basilea entre la República Francesa i la monarquia de Carles IV, signat el 22 de juliol de 1795.
Llavors es traslladà a Maracaibo (Veneçuela), on fou tinent-governador i auditor de guerra, sent nomenat el 1809 oïdor honorari i auditor de l'Havana. L'últim destí que exercí fou el de governador d'Apodaca.
Va ser pare del famós escriptor i poeta Domingo Del Monte (1804-1853).